# Barry Mather
Pour les articles homonymes, voir Mather.
Barry Mather (20 février 1909-30 mars 1982) est un homme politique canadien de la Colombie-Britannique. Il est député fédéral progressiste-conservateur de la circonscription britanno-colombienne de New Westminster de 1962 à 1968, ainsi que de Surrey / Surrey—White Rock de 1968 à 1974.

## Biographie
Né à Condor en Alberta, Mather travaille comme journaliste pour le Vancouver News Herald et comme colonniste pour le The Vancouver Sun.
À la Chambre des communes du Canada, il introduit en 1965 un projet de loi privé sur la liberté d'accès aux documents administratifs. Malgré la non-adoption du projet, celui-ci est présenté à nouveau lors des sessions parlementaires suivantes, soit en 1968 et en 1974. En 1983, la Loi sur l'accès à l'information est adoptée. Mather est aussi l'un des premiers parlementaires à appeler à l'adoption de restrictions sur la vente de cigarettes et, en 1969, au bannissement de la publicité sur la vente de cigarettes.
En 1958. il est coauteur du livre New Westminster, The Royal City.
Marié à Camille Mather, cette dernière est députée provinciale social-démocrate de Delta.
Mather meurt d'une crise cardiaque lors de vacances sur la Costa del sol à Nerja en mars 1982 à l'âge de 73 ans.